# 皮洛斯-奈斯托拉斯
皮洛斯-奈斯托拉斯（希臘語：Πύλος-Νέστορας）是希腊伯罗奔尼撒大区麦西尼亚专区的市镇，行政中心为皮洛斯镇。市镇面积为554.3平方公里，2021年人口数量为17,194人。
此市镇设立于2011年地方政府改革中，由原6个市镇合并而成，原市镇则成为新市镇的6个市区。